# Ferdinand Hoffmeister
Ferdinand Hoffmeister, také Hoffmeistr (4. února 1875 Mnichovo Hradiště – 28. února 1936 Jindřichův Hradec) byl český klasický filolog a středoškolský pedagog.

## Život
Narozen do rodiny Karla Hoffmeistera, přednosty stanice v Mnichově Hradišti, a Františky Hoffmeistrové, jejíž otec Josef Tondra působil jako řídící učitel v Bakově nad Jizerou. Navštěvoval obecnou školu v Mnichově Hradišti a gymnázium v Křemencové ulici v Praze.

### Univerzitní studium
Následně (mezi lety 1894–1904) studoval klasickou filologii na filozofické fakultě Karlo-Ferdinandovy univerzity u Jana Kvíčaly, Josefa Krále, Jana Gebauera a Jaroslava Golla. Strávil jeden semestr na berlínské univerzitě a absolvoval stipendijní pobyty v Řecku a Itálii. V dubnu 1904 obhájil disertační práci Příspěvky ku chronologii komoedií Plautových a získal titul PhDr.

### Pedagogické působení
V roce 1905 se stal profesorem Malostranského gymnázia, poté působil v Klatovech, Táboře, Pelhřimově, na gymnáziu v Truhlářské ulici v Praze a roku 1913 byl jmenován ředitelem dívčího gymnázia Minerva.
Roku 1916 byl odveden na frontu a strávil 16 měsíců v Rusku. Po návratu v roce 1917 získal místo ředitele gymnázia v Jindřichově Hradci. Zde se zasloužil se o výstavbu nové školní budovy a působil zde až do své smrti.

### Veřejný život
V Jindřichově Hradci se aktivně zapojoval do veřejného života: zasedal v městském a okresním zastupitelstvu, předsedal výboru Městské spořitelny, byl místopředsedou kuratoria Městského muzea a funkcionář Sokola. Působil také jako člen nemocničního výboru, městského osvětového sboru a okresní sociální péče. Na regionální úrovni byl činný v národně demokratické straně.

### Příbuzní
Bratr Karel Hoffmeister (1868–1952) byl profesorem klavírní hry. Synovec Adolf Hoffmeister, syn JUDr. Adolfa Hoffmeistera (1870–1936), byl spisovatel, karikaturista, novinář, politik a malíř.

## Dílo
Kromě vydávání a překladu děl klasických autorů publikoval Hoffmeister články v odborných časopisech jako Věstník českých profesorů, Střední škola, Filologické listy, a několik statí v Ottově slovníku naučném. Vydal i několik odborných monografií.

### Statě k antické literatuře[3]
- Příspěvek v datování komedií Plautových (1902–1903)
- O nominálních a pronominálních ablativech na –d ve staré latině (1903–1904)
- Příspěvek kritický ke zlomkům řeckých elegiků (1903–1904)
- Theokrit (1905–1906)
- Artemidoros z Perge-alason (1908–1909)
- Nástin literárních pramenů k dějinám římského divadla a hry ve starém Římě (1912–1913)

### Obecné literární dějiny[3]
- Psychologie českého vojáka
- Typ chlubného vojína v dějinách a v literatuře

### Překlad
- Lúkainos: O začarovaném oslu

### Výbory z děl[3]
- Výbor z básní Horatiových, Díl prvý (1936, 1945)
- Horatius Flaccus Quintus. Vybrané básně, dva svazky
- Homérova Odysseia v zkráceném vydání (1925)
- Illias